# Oscarino
Oscarino Costa Silva (né le 17 janvier 1907 à Niterói et mort le 16 septembre 1990) était un joueur brésilien de football qui jouait défenseur.

## Biographie
Il joue la coupe du monde 1930 en Uruguay avec le Brésil, sélectionné par l'entraîneur Píndaro de Carvalho.

## Palmarès

### Club
- Championnat Carioca : 2

América : 1935
Vasco de Gama : 1936